# MEL liga
MEL liga (eng. Middle European League) je međunarodna košarkaška liga za žene koja okuplja klubove iz Hrvatske, Mađarske i Slovačke.

## Sudionici 2013./14.
- Novi Zagreb, Zagreb
- CEKK, Cegléd
- Aluinvent DVTK, Miškolc
- PEAC, Pečuh
- PINKK Pécsi 424, Pečuh
- UNIQA Euroleasing, Šopron
- Good Angels, Košice
- Piešťanské Čajky, Piešťany
- MBK, Ružomberok
- Rücon, Spišská Nová Ves
- ŠBK, Šamorín

## Prvaci i doprvaci
| sezona    | prvak              | doprvak                  |
| --------- | ------------------ | ------------------------ |
| 2012./13. | Good Angels Košice | UNIQA Euroleasing Sopron |
| 2013./14. | Good Angels Košice | UNIQA Euroleasing Sopron |

## Poveznice
- službene stranice  Arhivirana inačica izvorne stranice od 1. srpnja 2014. (Wayback Machine)
- eurobasket.com, stranica lige
- lovewomensbasketball.com  Arhivirana inačica izvorne stranice od 18. listopada 2013. (Wayback Machine)
- MŽRKL
- WBFAL
- A-1 Hrvatska košarkaška liga (žene)